# Gloria Swanson

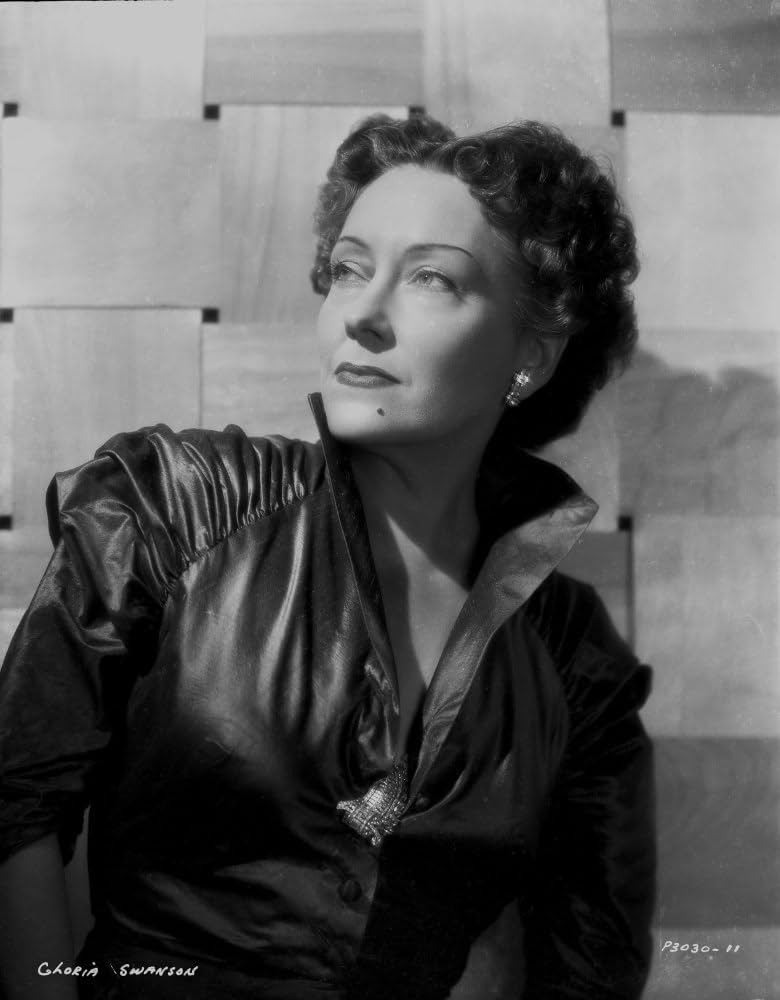
Gloria Swanson (1949)

Gloria May Josephine Swanson (* 27. März 1899 in Chicago; † 4. April 1983 in New York) war eine US-amerikanische Schauspielerin und Filmproduzentin. Sie zählt zu den größten Stars der Stummfilmära und zu den Stilikonen der 1920er Jahre, mit Anfang des nächsten Jahrzehnts sank jedoch ihre Popularität. Ein Comeback gelang ihr 1950 mit Billy Wilders Boulevard der Dämmerung. Sie wurde dreimal für den Oscar als beste Darstellerin nominiert.

## Leben

### Frühes Leben und Karriere als Stummfilmstar
Gloria Swanson wurde als Tochter von Joseph Theodore Swanson, der als Soldat in der US-Armee diente, und seiner Frau Adelaide in eine lutherische Familie geboren. Swansons Vater stammte aus Schweden, die Mutter hatte Vorfahren aus Deutschland, Frankreich und Polen. Die Familie lebte unter eher bescheidenen Verhältnissen auf verschiedenen Truppenstützpunkten, unter anderem auch auf Puerto Rico.

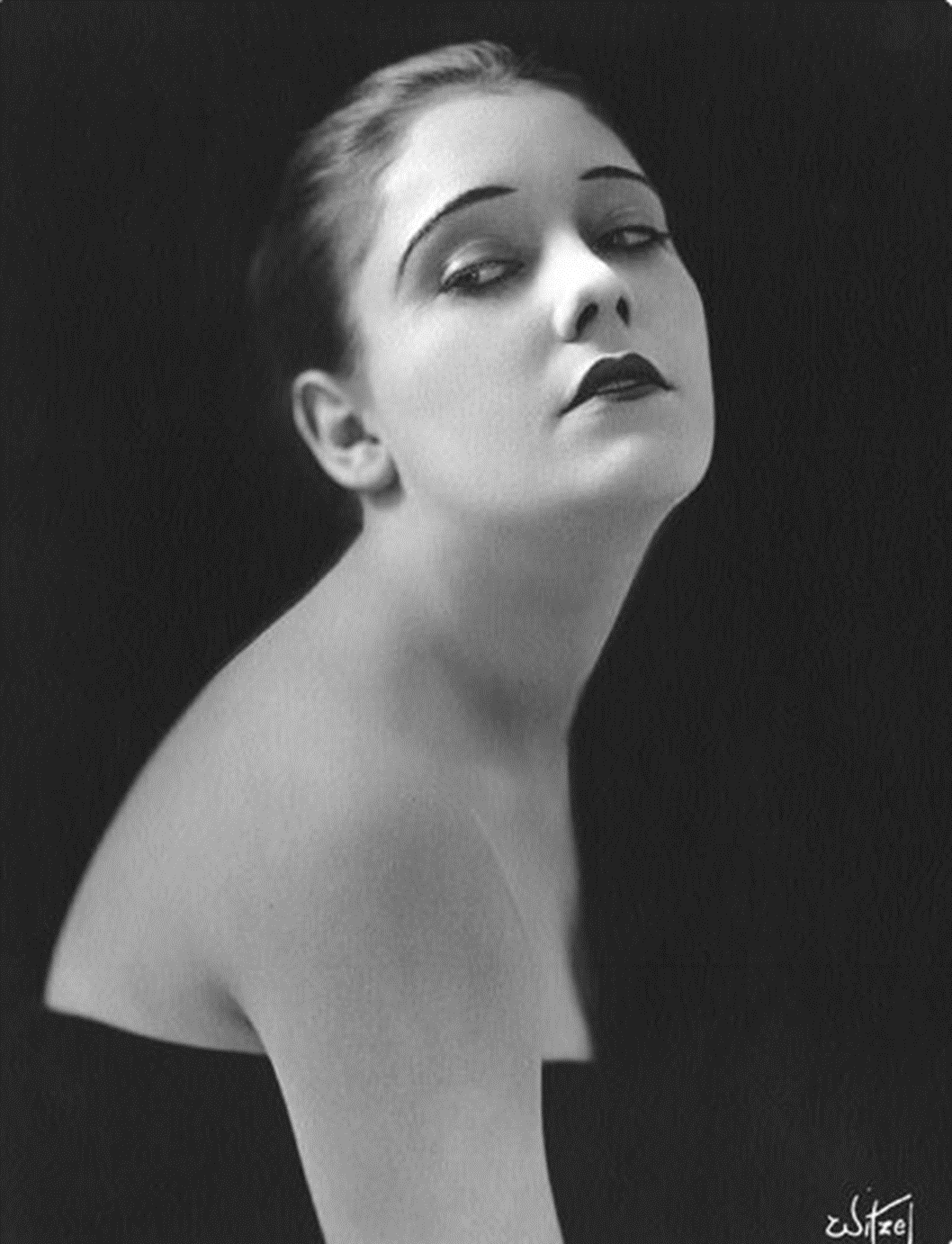
Gloria Swanson (1917)

Gloria Swanson machte ihr Filmdebüt 1914 als Statistin im Essanay-Film The Song of Soul. Sie war eher zufällig zum Film gekommen, als sie mit ihrer Tante einen Besuch bei Essanay machte und man sie dort fragte, ob sie als Statistin für das Filmstudio arbeiten wolle. Ihre Gage betrug anfangs lediglich 13,50 US-Dollar in der Woche. Sie spielte eine kleine Rolle als Stenografin in der Komödie His New Job mit Charlie Chaplin, der gleichzeitig Regie führte. Bei Essaney lernte sie ihren ersten von insgesamt sechs Ehemännern, den Schauspieler Wallace Beery, kennen und übersiedelte mit ihm 1915 nach Hollywood. Die Schauspielerin wirkte häufig in den Filmen von Komödienspezialist Mack Sennett mit, unter anderem neben dem Komiker Bobby Vernon. Sie bestand jedoch darauf, niemals eine der Badeschönheiten gewesen zu sein, die leichtbekleidet in zahlreichen Komödien von Sennett für Abwechslung sorgten.

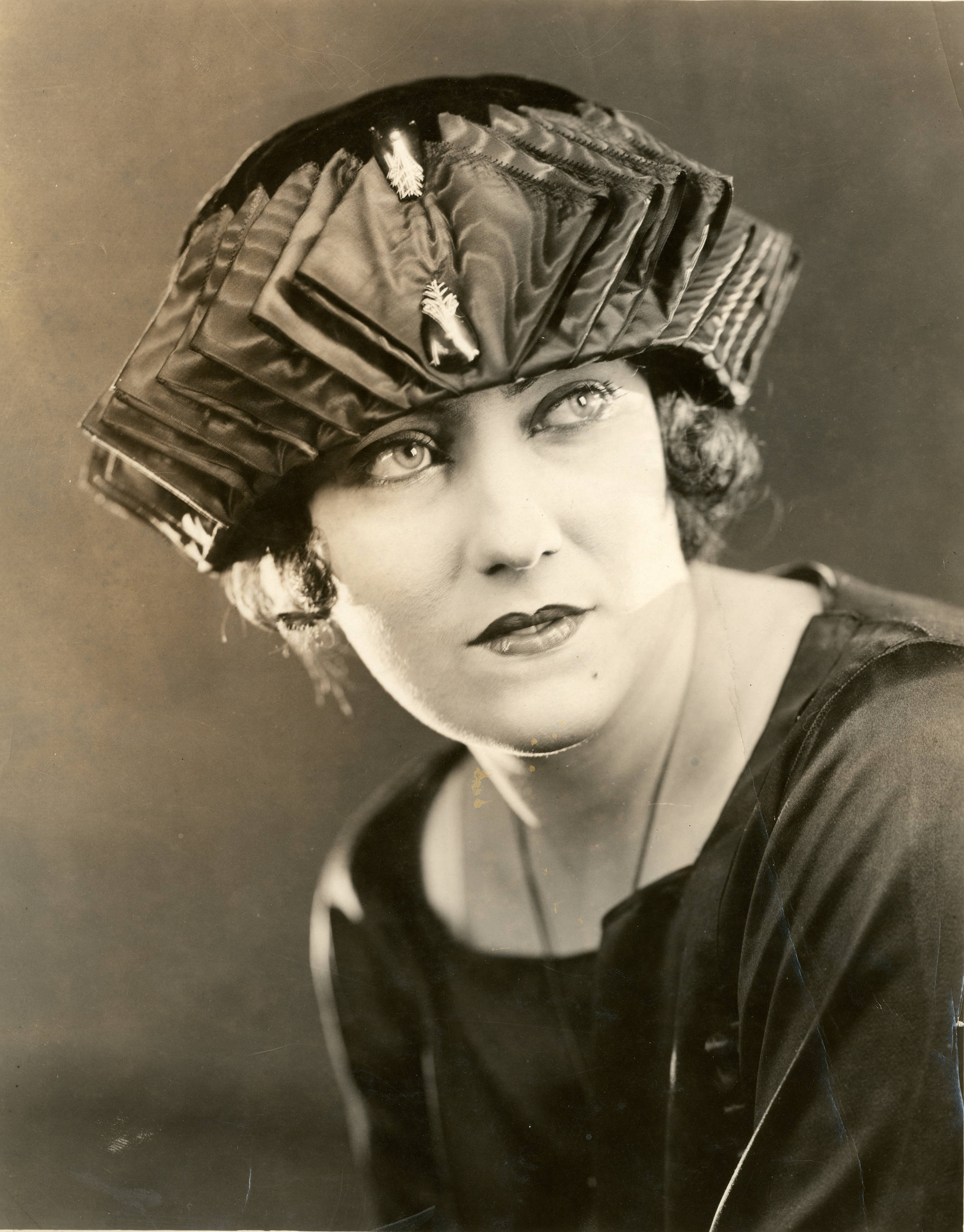
Gloria Swanson (1922)

1919 erhielt sie einen Vertrag bei Paramount Pictures, wo sie innerhalb von nur zwei Jahren zu einem der größten Stars des Studios aufstieg. Verantwortlich dafür war vor allem der Regisseur Cecil B. DeMille. In seinen „Salonkomödien“ setzte er Swanson als selbstbewusste Frau der Gesellschaft ein, die eigene Ideen über Liebe und Ehe hat. Streifen wie Don’t Change Your Husband, Irrwege einer Ehe und Zustände wie im Paradies, eine Version der Komödie The Admirable Crichton, halfen mit, aus Swanson eine der glamourösesten Frauen und eine Stilikone der 1920er Jahre zu machen. Insbesondere viele weibliche Zuschauer interessierten sich für die aufwendigen Kleider der Swanson. Die Schauspielerin trat 1922 auch mit Rudolph Valentino in dem von Sam Wood inszenierten Film Beyond the Rocks auf, der lange als verschollen galt, aber im Jahr 2003 in den Niederlanden wiederentdeckt wurde. Viele der Swanson-Filme aus den 1920er Jahren sind bis heute verschollen, darunter auch das Kostümdrama Madame Sans-Gêne aus dem Jahr 1925, das Swanson als ihren Lieblingsfilm aus ihrer Karriere bezeichnete. Auf dem Höhepunkt ihrer Karriere verdiente sie 22.500 US-Dollar pro Woche. Paramount bemühte sich nach Kräften, eine angebliche Rivalität zwischen Swanson und Pola Negri aufzubauen, die Swanson jedoch stets abstritt.
Swanson stellte in verschiedenen Filmen ihr Talent für Komödien und Imitation bekannter Stars unter Beweis. So parodierte sie Charlie Chaplin in Manhandled. 25 Jahre später stellte sie ihn in einer Szene von Boulevard der Dämmerung erneut dar. 1926 verließ Gloria Swanson Paramount und schlug ein Angebot von einer Million Dollar Gage pro Jahr aus. Sie produzierte ihre Filme selbst und brachte sie über United Artists in den Verleih, um mehr künstlerische Kontrolle über ihre Produktionen zu erlangen. Ein solches Vorgehen war damals für große Stars durchaus üblich. Auch die Talmadge-Schwestern Norma und Constance, Charlie Chaplin, Corinne Griffith sowie Colleen Moore agierten damals als unabhängige Produzenten.

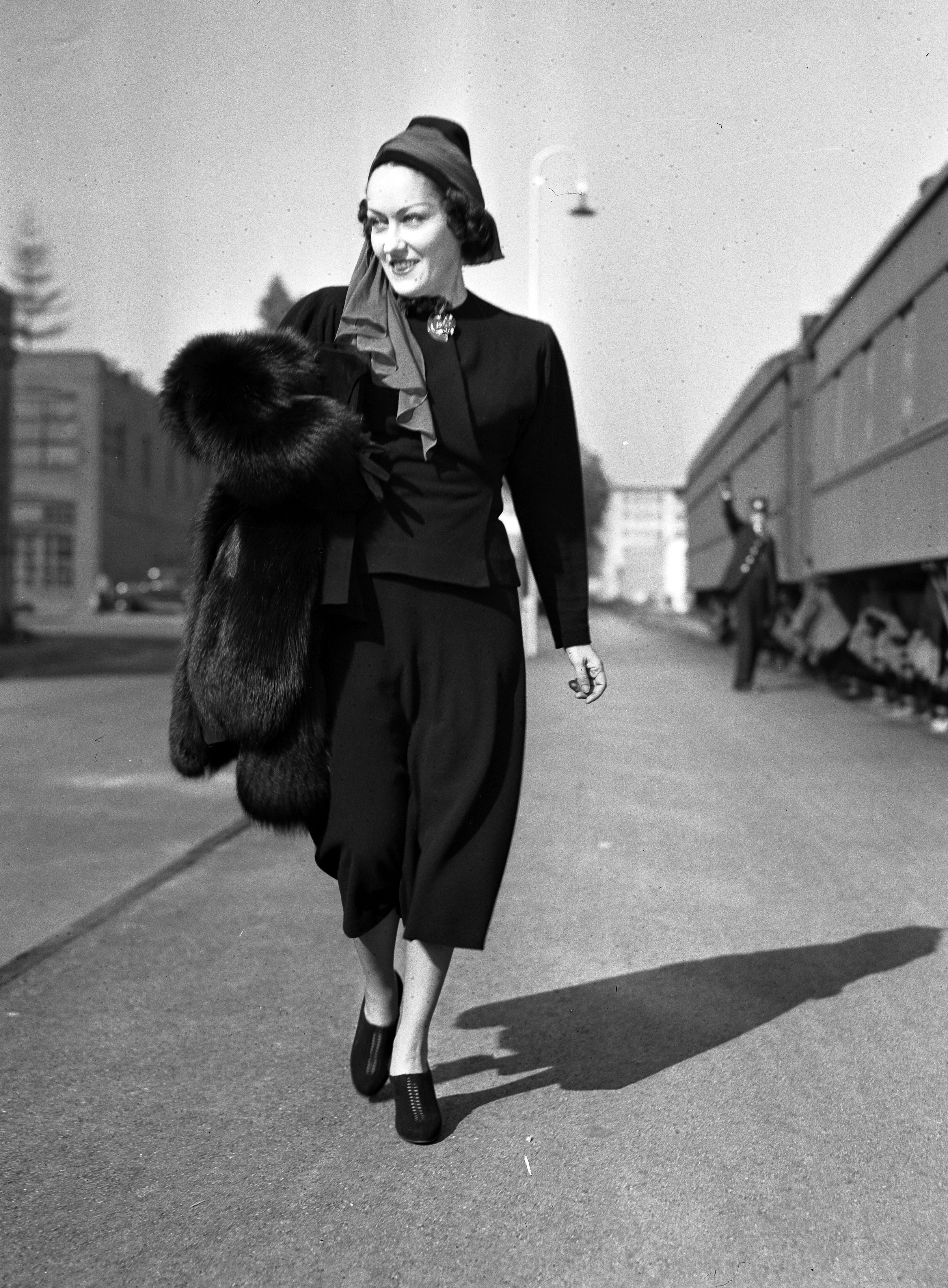
Swanson in Los Angeles (1937)

Swansons erster selbstproduzierter Film, das Drama The Love of Sunya, handelte von einer Frau, die in ihre Zukunft mit verschiedenen Männern sehen kann. Die Produktion war von Problemen geplagt und der fertige Film war – im Gegensatz zu den meisten ihrer Filme – an den Kinokassen wenig erfolgreich. 1928 drehte Swanson … aber das Fleisch ist schwach, der sowohl bei Kritikern als auch beim Publikum erfolgreich war. Der Stummfilm basiert auf dem Bühnenstück Rain, das Motive von Somerset Maughams Erzählung Miss Thompson aufnahm und mit Jeanne Eagels ein internationaler Erfolg war. Ebenfalls 1928 gerieten jedoch die Dreharbeiten zum Film Queen Kelly unter der Regie von Erich von Stroheim zum Fiasko. Swanson erkannte während des Drehs, dass der Film in der ursprünglichen Version nie die Zensur passieren würde. Stroheim wurde entlassen, und auch ein eilig von Swanson selbst hergestelltes Ende konnte den Film nicht mehr retten. Das gedrehte Material landete im Archiv. Swanson und ihr damaliger Lebensgefährte Joseph P. Kennedy, der Vater des späteren US-Präsidenten John F. Kennedy, verloren bei diesem Projekt angeblich 800.000 US-Dollar.
Gloria Swanson gelang im Gegensatz zu anderen Stummfilmstars der Wechsel zum Tonfilm Ende der 1920er Jahre passabel, und sie wurde für ihren Auftritt in The Trespasser unter der Regie von Edmund Goulding für einen Oscar als beste Darstellerin nominiert. Der Wandel im Publikumsgeschmack mit der ab 1929 beginnenden Great Depression führte jedoch zu einem nachlassenden Interesse an ihren folgenden Filmen. In der Weltwirtschaftskrise suchte das Publikum verstärkt nach bodenständigeren Filmheldinnen; die den hedonistischen und glamourösen Frauenfiguren, die Swanson so erfolgreich verkörpert hatte, waren weniger gefragt. Nach 1934 zog sich die Schauspielerin weitgehend vom Film zurück.

### Spätere Karriere
Ein Comebackversuch mit dem Film Father Takes a Wife neben Adolphe Menjou blieb 1941 erfolglos. Swanson spielte in der Zeit gelegentlich Theater und entwarf daneben eine eigene Serie von Kleidern, die sie über eine große amerikanische Einzelhandelskette vertreiben ließ. Sie arbeitete viel für das Radio und trat schon sehr früh im Fernsehen auf, so hatte sie ihre eigene lokale Fernsehshow. 1948 wurde sie vom Life-Magazin zur „schönsten Großmutter Amerikas“ gewählt.

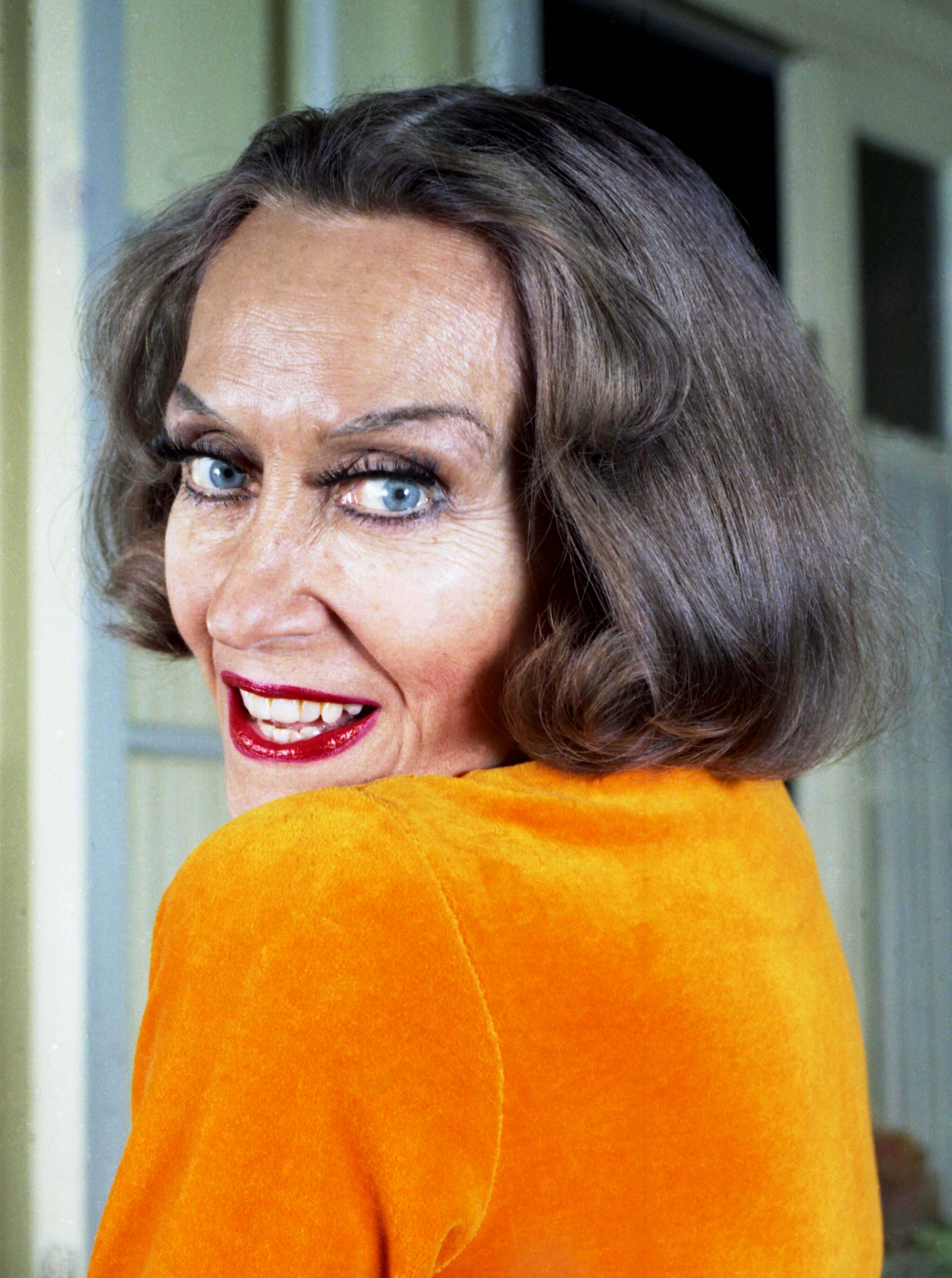
Gloria Swanson (1972)

1950 kehrte Swanson unter der Regie von Billy Wilder auf die Leinwand zurück. Sie spielte den vergessenen Stummfilmstar Norma Desmond im Filmklassiker Boulevard der Dämmerung, der sich obsessiv nach einem Comeback sehnt, am Ende des Films einen Mord begeht und dem Wahnsinn verfällt. Zwar hatten Swanson und ihre Filmfigur Desmond viel gemeinsam, doch im Gegensatz zu Desmond lebte sie nicht in der Vergangenheit ihres alten Ruhms. Swansons im Film vorgetragene Sätze wie „The Greatest Star of them all“, „I am big; it’s the pictures that got small“, „We didn’t need dialogue, we had faces“ und „All right, Mr. DeMille, I’m ready for my close-up“ werden bis heute oft zitiert. Zuvor hatten Schauspielerinnen wie Mae Murray, Pola Negri, Mary Pickford oder Mae West die Rolle abgelehnt oder sich als ungeeignet erwiesen. Swanson erhielt für ihre Darstellung eine weitere Nominierung für den Oscar als beste Hauptdarstellerin und gewann den Golden Globe sowie den National Board of Review Award. Anschließend trat sie in lediglich drei weiteren Filmen auf, auch weil sie viele angebotene Filmrollen ablehnte, die sie als schlechte Imitationen von Norma Desmond empfand. Sie war anschließend nur noch in Fernsehproduktionen, Broadway-Stücken und Musicals zu sehen.
Die Schauspielerin war daneben als Unternehmerin tätig und besaß mehrere Gesellschaften, darunter Multiprises, Inc., die Swanson 1937 gegründet hatte. Die Firma war auf technische Forschung spezialisiert und beschäftigte unter anderem Wissenschaftler, die Deutschland und Österreich aufgrund von Verfolgungen hatten verlassen müssen: den Chemiker Leopold Karniol, Richard Kobler, Anton Kratkym, einen Metallurgen sowie den Ingenieur Leopold Neumann.

### Privatleben
Gloria Swanson war insgesamt sechsmal verheiratet: Ihre erste Ehe von 1916 bis 1919 ging sie mit Wallace Beery ein, der sie nach eigenen Angaben vergewaltigt haben soll. Von 1919 bis 1922 war sie mit Herbert K. Somborn, dem Inhaber der Brown-Derby-Restaurantkette, verheiratet. Aus dieser Ehe stammte ihr erstes Kind, Gloria Somborn Daly (1920–2000). Ihre dritte Ehe führte sie mit dem französischen Marquis Henri de La Falaise zwischen 1925 und 1930, der sie wegen Constance Bennett verließ. Während der Ehe mit La Falaise hatte sie auch eine Affäre mit Joseph P. Kennedy, dem Familienoberhaupt der Kennedys und Vater von John F. Kennedy; es wurde mitunter behauptet, er sei der Vater von Swansons Adoptivsohn Patrick Joseph Swanson († 1975), den sie 1923 als Einjährigen adoptiert hatte und später nach Kennedy benannte. Anfang der 1930er Jahre hatte sie außerdem eine Liebesbeziehung mit Schauspieler Herbert Marshall. Aus Swansons vierter Ehe (1931–1934) mit dem Schauspieler Michael Farmer ging ihr drittes Kind, die Schauspielerin Michelle Bridget Farmer (* 1932), hervor. Ihr fünfter Ehepartner war George William Davey, mit dem sie von 1945 bis 1946 verheiratet war. Sehr viel später, im Jahr 1976, ging sie ihre letzte Ehe mit dem Autor William Dufty ein, die bis zu ihrem Tod im Jahr 1983 anhielt.
Ab 1938 lebte sie in einem Apartment in New York City (920 Fifth Avenue) und pendelte ab den 1970er Jahren zwischen ihren Wohnsitzen in Hollywood, Portugal und New York. 1980 veröffentlichte sie ihre erfolgreiche Autobiografie Swanson on Swanson, die in mehrere Sprachen übersetzt wurde. Sie engagierte sich für die Evangelisch-lutherische Kirche und die Republikanische Partei. Zudem war sie als Verfechterin einer gesunden ausgewogenen Ernährung bekannt. Sie starb 1983, nachdem sie von ihrem Zweitwohnsitz in Portugal zurückgekehrt war, 84-jährig in einem New Yorker Krankenhaus an einer Herzerkrankung. Ihre Asche wurde nach der Feuerbestattung in der Church of the Heavenly Rest (Upper East Side) beigesetzt.
Zwei Sterne auf dem Hollywood Boulevard erinnern an die Schauspielerin. Ein Stern zu Ehren ihres filmischen Schaffens befindet sich auf Höhe 6748 Hollywood Boulevard und der andere, auf Höhe 6301 Hollywood Boulevard, erinnert an ihre Fernseharbeit.

## Filmografie (Auswahl)
- 1915: The Misjudged Mr. Hartley (Kurzfilm)
- 1915: Charlie gegen alle (His New Job)
- 1919: Zustände wie im Paradies (Male and Female)
- 1919: Don’t Change Your Husband
- 1920: Irrwege einer Ehe (Why Change Your Wife?)
- 1921: Anatol, der Frauenretter (The Affairs of Anatol)
- 1922: Du sollst nicht begehren deines Nächsten Weib (Beyond the Rocks)
- 1923: Bluebeard’s Eighth Wife
- 1923: Zaza, das Mädel vom Varieté (Zaza)
- 1924: Manhandled
- 1925: Madame Sans-Gêne
- 1925: Theaterfimmel (Stage Struck)
- 1926: Fine Manners
- 1927: Sunyas Liebe (The Love of Sunya)
- 1928: … aber das Fleisch ist schwach (Sadie Thompson)
- 1929: The Trespasser
- 1929: Queen Kelly
- 1930: What a Widow
- 1931: Indiscreet
- 1931: Tonight or Never
- 1933: Perfect Understanding
- 1934: Liebesreigen (Music in the Air)
- 1941: Father Takes a Wife
- 1950: Boulevard der Dämmerung (Sunset Boulevard)
- 1952: Three for Bedroom C
- 1956: Neros tolle Nächte (Mio figlio Nerone)
- 1961: Vollgas (Straightaway) (Fernsehserie, eine Folge)
- 1963: Dr. Kildare (Fernsehserie, eine Folge)
- 1963–1964: Amos Burke (Burke’s Law) (Fernsehserie, zwei Folgen)
- 1964: Stunde der Entscheidung (Kraft Suspense Theatre) (Fernsehreihe, eine Folge)
- 1965: Meine drei Söhne (My Three Sons) (Fernsehserie, eine Folge)
- 1965: Ben Casey (Fernsehserie, eine Folge)
- 1974: Killer Bees (Fernsehfilm)
- 1974: Giganten am Himmel (Airport 1975)

## Auszeichnungen

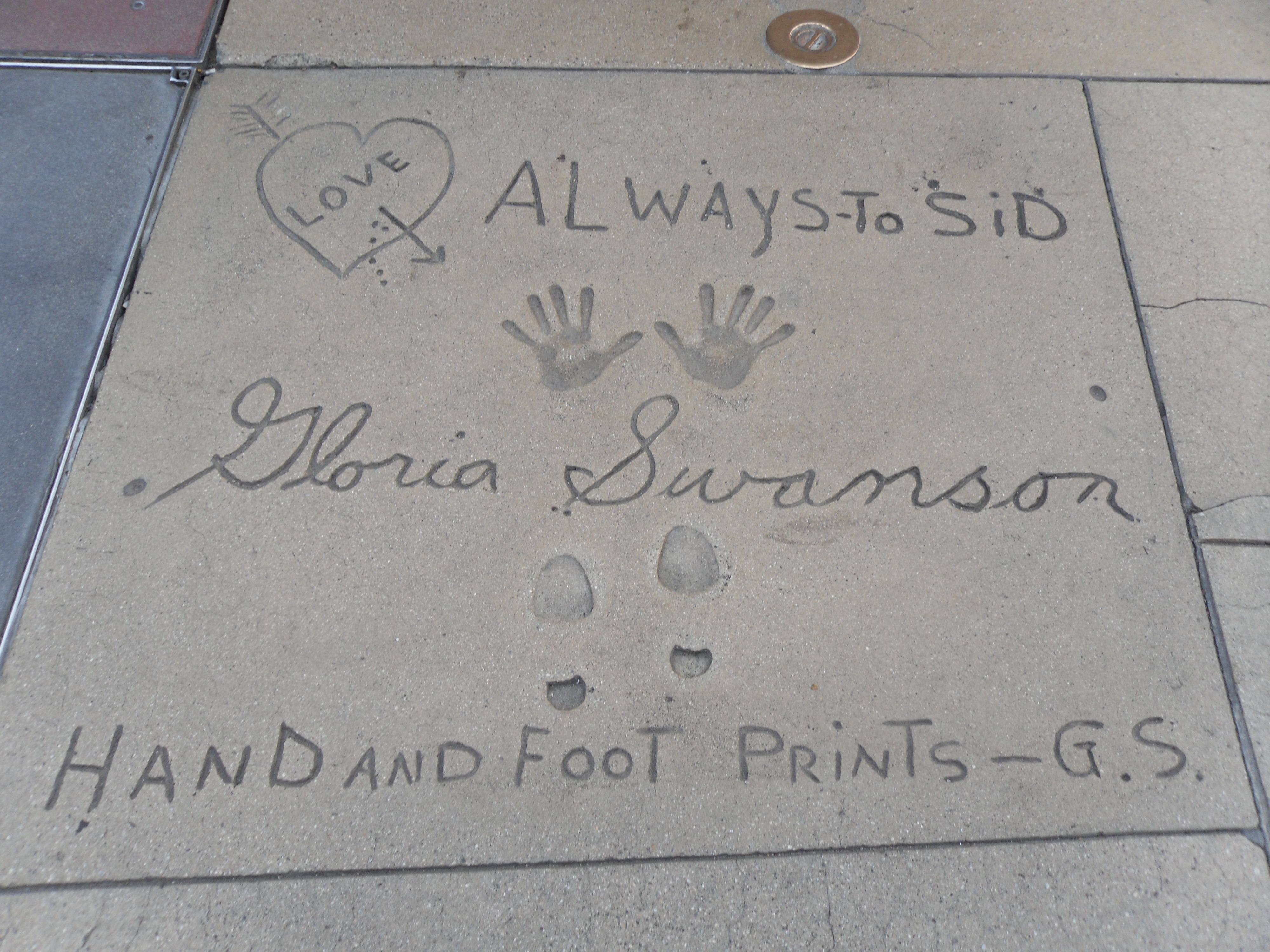
Swansons Hand- und Schuhabdrücke vor Grauman’s Chinese Theatre

### Oscar/Beste Hauptdarstellerin
- Oscarverleihung 1929 – Nominierung für … aber das Fleisch ist schwach
- Oscarverleihung 1930 (November) – Nominierung für The Trespasser
- Oscarverleihung 1951 – Nominierung für Boulevard der Dämmerung

### Golden Globe Awards
- Golden Globe Awards 1951 – Beste Schauspielerin/Drama für Boulevard der Dämmerung
- Golden Globe Awards 1964 – Beste Serien-Hauptdarstellerin/Drama für Burke’s Law

### National Board of Review
- National Board of Review Awards 1951 – Beste Hauptdarstellerin für Boulevard der Dämmerung

### Weitere Auszeichnungen
- 1975: George Pal Memorial Award der Saturn Awards für ihr Lebenswerk
- 1980: National Board of Review – Ehrung für ihr Lebenswerk